# Abynotha meinickei
Abynotha meinickei is een vlinder van de familie van de spinneruilen (Erebidae), van de onderfamilie van de donsvlinders (Lymantriinae). De wetenschappelijke naam van deze soort is voor het eerst voorgesteld door Erich Martin Hering in een publicatie uit 1926.
De soort komt voor in Tanzania.